# Подільська єпархія Російської православної церкви
Подільська єпархія (Подольська єпархія) — це єпархія Російської православної церкви, що була утворена 12 квітня 1795 року на території сучасних Вінницької та Хмельницької областей, а також частин Київської, Одеської та Миколаївської областей. Межі єпархії стали відповідати межами Подільської губернії Російської імперії в 1799 році. Єпархія проіснувала в безпосередньому підпорядкуванні Російській православній церкві до 20 вересня 1918 року, коли єпархії на території України отримали «автономію» й наприкінці червня 1921 році були остаточно організовані в екзархат, тож єпархія стала Подільською єпархією Українського екзархату.
Не варто плутати з сучасною Подольською єпархією Російської православної церкви в Підмосков'ї.

## Територія

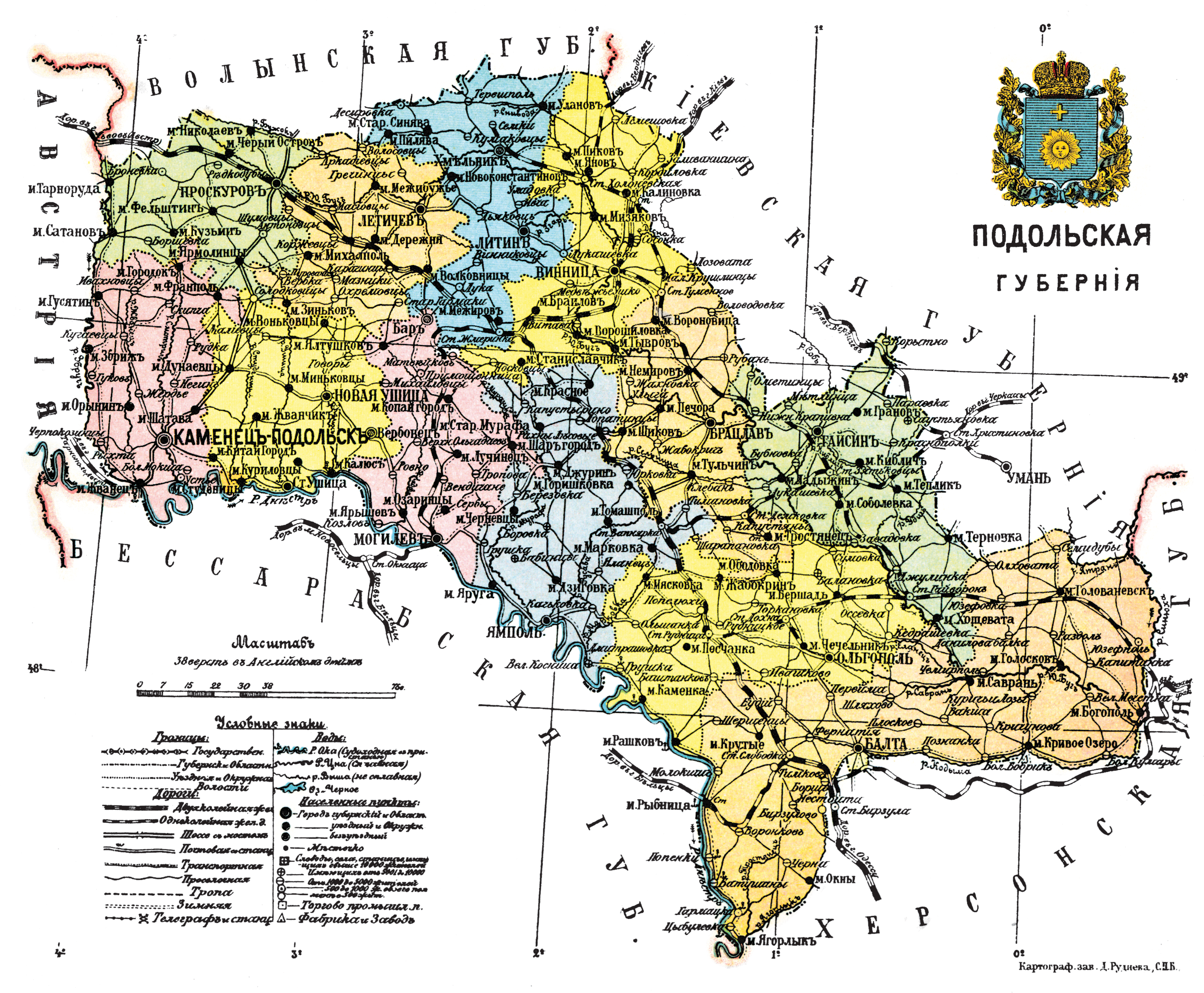
Подільська губернія і єпархія у 1913 році.

У момент заснування 12 квітня 1795 року єпархія включала територію Брацлавської губернії (утворена Катериною II 13 квітня 1793 року), південну частину Ізяславської губернії (утворена 8 грудня 1792 року і згодом перейменована на Волинську), а також територію Кам'янецької області (утворена 1794 року) Російської імперії. Тобто єпархія включала колишні території Подільського та Брацлавського воєводства, а також південних повітів Волинського воєводства Польщі, включених 20 червня 1793 року до російського Генерал-губернаторства новоприєднаних земель.
1 травня 1795 року від Волинської губернії було від'єднано Подільську губернію з центром у Кам'янець-Подільському, до якої 12 грудня 1796 року долучено майже всю скасовану Брацлавську губернію. У складі Подільської губернії опинилася більша частина Брацлавщини (Брацлавський, Вінницький, Літинський, Бершадський, Гайсинський, Ямпольський, Могилівський, Тульчинський та Хмельницький повіти), а північно-східна частина Брацлавщини 24 вересня 1797 року передана до Київської губернії (Махновський, Сквирський, Липовецький та П'ятигорський повіти). Північно-західну частину Подільської губернії 12 грудня 1796 року включено до Волинської губернії (Кременецький, Дубенський, Старокостянтинівський, Базилійський повіти), а натомість до Подільської губернії приєднано Балтський (раніше Елеонопольський) та Ольгопольський (раніше Чечельницький) повіти, а також частину Богопільського повіту колишньої Вознесенської губернії.
Остаточні межі Подільської єпархії затверджено указом від 31 липня 1799 року, коли приналежні єпархії Дубенський, Кременецький і Старокостянтинівський повіти Волинської губернії передано до Волинської і Житомирської єпархії. З цього моменту межі Подільської єпархії відповідали межам Подільської губернії. У 1804 році Подільську губернію поділено на 12 повітів із центрами у містах Балта, Брацлав, Вінниця, Гайсин, Кам'янець, Летичів, Літин, Могилів, Ольгопіль, Проскурів, Ушиця, Ямпіль.
20 вересня 1918 року єпархії Московського патріархату на території України отримали «широку автономію», яка в 1921 набула остаточної форми Українського екзархату. Подальші територіальні зміні відбувалися вже в Подільській єпархії Українського екзархату.

## Історія
До 1793 року православні Поділля зазнавали жорстоких гонінь з боку влади Речі Посполитої, яка ставила за мету знищення Православної Церкви на своїй території та тотального окатоличування населення. Після приєднання Правобережжя до складу Росії ситуація для православних суттєво покращилася, але почалися утиски української мови та культури й насаджування московських церковних порядків.
13 квітня 1793 року на території Мінської, Ізяславської та Брацлавської губерній створено нову Мінську єпархію Російської православної церкви. 15 травня того ж року її очолив архієпископ Переяславський Віктор (Садковський), єдиний православний єпископ, що перебував на території Речі Посполитої перед її поділом. Раніше владику Віктора за активну проповідь Православ'я на території Польщі було заарештовано та ув'язнено в Ченстоховській фортеці й лише через три роки, завдяки енергійному втручанню російських дипломатів, його було звільнено.

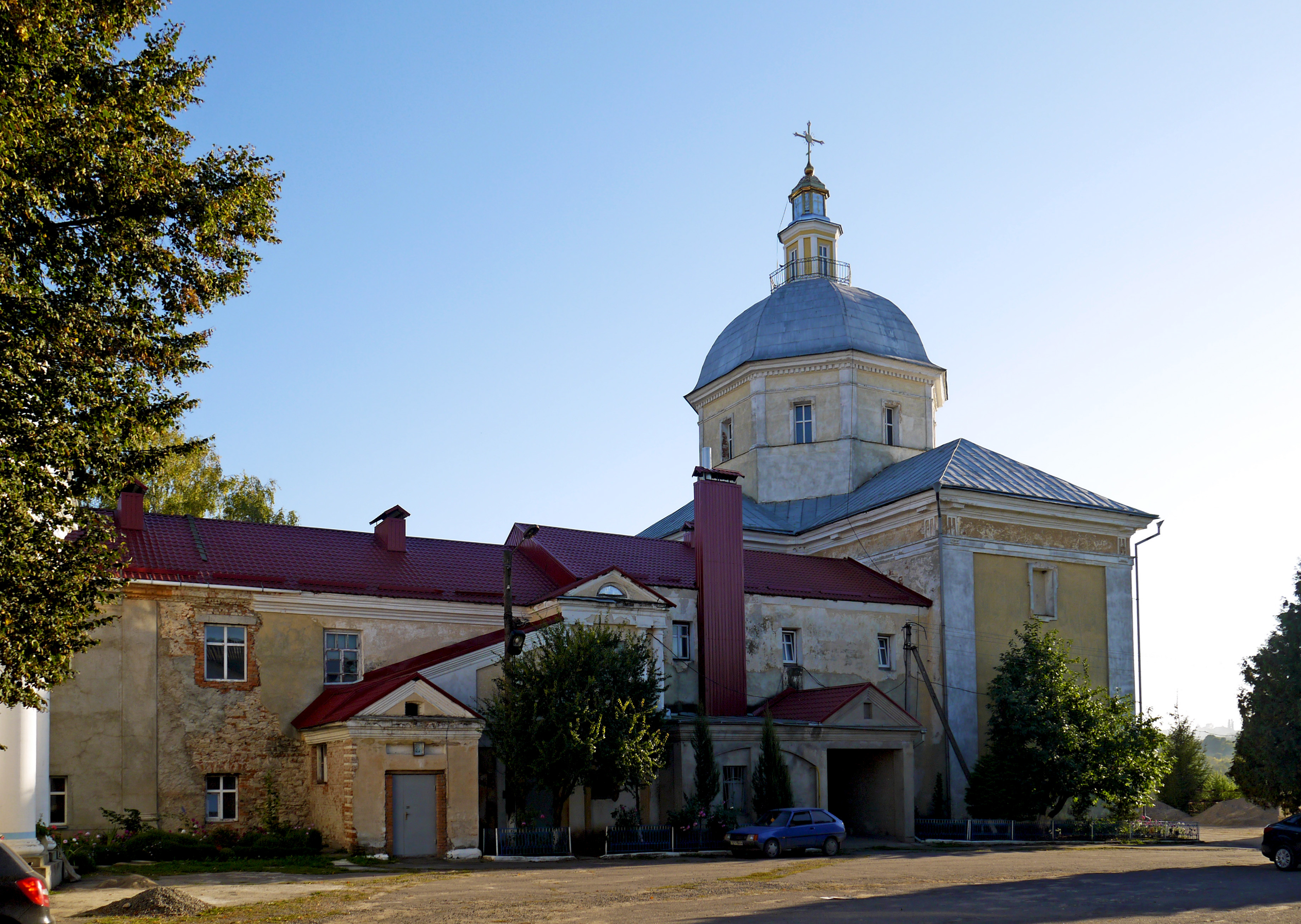
Шаргородський Миколаївський монастир нині

Внаслідок того, що лише в одній Брацлавській губернії в 1795 році знаходилося 1442 церкви, імператриця Катерина II наказала створити на Поділлі самостійну Брацлавську єпархію. Єпископом Брацлавським і Подільським було призначено архімандрита ставропігійного Донського монастиря Йоаникія (Никифоровича-Полонського). Спочатку єпископська резиденція знаходилася в Шаргороді, а потім — у місті Кам'янець-Подільський. Він заснував консисторію і створив 13 духовних правлінь, зокрема й вінницьке, якому підпорядковувалося 143 православні храми. Після створення правлінь єпископ Йоаникій розділив єпархію на благочинні округи й запровадив духовну посаду благочинних, які мали здійснювати безпосереднє керівництво низовим духовенством.
9 травня 1836 року Священний синод Російської православної церкви звернувся до імператора Миколая Павловича з доповіддю, у якій зазначав, що архієрей Подільської єпархії потребує допомоги вікарного єпископа через велику кількість церков (1512), численність студентів духовних училищ та перевантаженістю в управлінні такою значною єпархією. Новий єпископ отримав титул Вінницького, а його місцеперебуванням став Шаргородський Миколаївський монастир.
У 1861 році Вінницьке вікаріатство скасовується, а замість нього утворюється Балтське з місцеперебуванням вікарія в Кам'янець-Подільському Свято-Троїцькому монастирі. Однак у 1904 році Вінницьке вікаріатство знову відновлюється.
З серпня 1918 року вінницькі єпископи, вікарії Подільської єпархії, починають мешкати у Вінниці. Тоді ж патріарх Тихон і Священний синод Російської православної церкви постановили: «Ректорові Київської Духовної Академії архімандриту Амвросію (Полянському) бути єпископом Вінницьким. Місцепроживання єпископу Вінницькому мати в м. Вінниця». 22 жовтня 1918 року в Софійському соборі Києва відбулася хіротонія архімандрита Амвросія. Владика Амвросій загинув у засланні у 1932 і в 2000 році був зарахований до лику святих як новомученик і сповідник.

## Архієреї

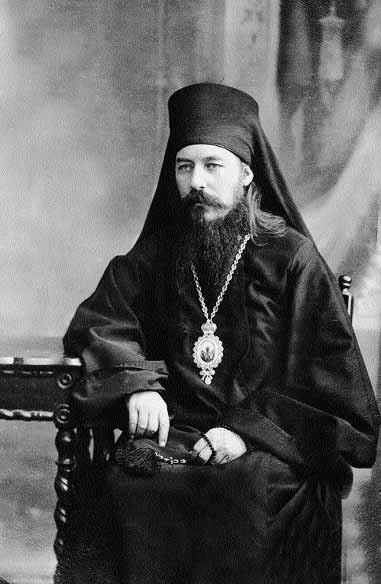
Амвросій (Полянський), єпископ Вінницький

1. Йоаникій (Полонський) (12 квітня 1795 — 7 лютого 1819)
2. Антоній (Соколов) (15 березня 1819 — 3 квітня 1832)
3. Кирил (Богословський-Платонов) (24 січня 1832 — 8 березня 1841)
4. Арсеній (Москвін) (5 квітня 1841 — 6 листопада 1848)
5. Елпідіфор (Бенедиктов) (6 листопада 1848 — 29 березня 1851)
6. Євсевій (Ільїнський) (29 березня 1851 — 1 березня 1858)
7. Іринарх (Попов) (17 березня 1858 — 20 грудня 1863)
8. Леонтій (Лебединський) (20 грудня 1863 — 2 жовтня 1874)
9. Феогност (Лебедєв) (7 грудня 1874 — 9 грудня 1878)
10. Маркелл (Попель) (9 грудня 1878 — 6 березня 1882)
11. Вікторин (Любимов) (6 березня 1882 — 21 серпня 1882)
12. Юстин (Охотін) (15 вересня 1882 — 28 березня 1887)
13. Донат (Бабинський-Соколов) (28 березня 1887 — 13 грудня 1890)
14. Дмитро (Самбікін) (13 грудня 1890 — 2 листопада 1896)
15. Іриней (Орда) (2 листопада 1896 — 29 березня 1900)
16. Христофон (Смірнов) (29 березня 1900 — 26 листопада 1903)
17. Климент (Верниковський) (26 листопада 1903 — 1 грудня 1904)
18. Парфеній (Левицький) (1 грудня 1904 — 15 лютого 1908)
19. Серафим (Голубятніков) (15 лютого 1908 — 20 березня 1914)
20. Митрофан (Афонський) (20 березня 1914 — березень 1917)
21. Пимен (Пєгов) (серпень 1918 — червень 1921, далі в складі Українського екзархату)

### Балтське вікаріатство
1. Феогност (Лебедєв) (22 січня 1867 — 27 червня 1870)
2. Веніамін (Павлов) (8 листопада 1870 — 16 лютого 1879)
3. Яннуарій (Попов-Вознесенський) (17 лютого 1879 — 5 вересня 1883)
4. Йосиф (Баженов) (30 грудня 1884 — 23 січня 1886)
5. Анатолій (Станкевич) (25 травня 1886 — 24 квітня 1887)
6. Димитрій (Самбікін) (28 жовтня 1887 — 13 грудня 1890)
7. Акакій (Заклінський) (7 квітня 1891 — 7 вересня 1891)
8. Миколай (Адоратський) (7 вересня 1891 — 22 жовтня 1895)
9. Йоаким (Левитський) (14 січня 1896 — 24 травня 1897)
10. Менандр (Сазонтьєв) (24 травня 1897 — 10 березня 1902)
11. Сщмч. Кіріон (Садзаглішвілі) (10 березня 1902 — 3 травня 1903)
12. Тихон (Василевський) (26 травня 1903 — 16 червня 1905)
13. Прп. Димитрій (Абашидзе) (16 квітня 1905 — 20 січня 1906)
14. Никон (Бессонов) (26 лютого 1906 — 27 лютого 1909)
15. Сщмч. Амвросій (Гудко) (27 лютого 1909 — 14 лютого 1914)
16. Борис (Шипулін) (14 лютого 1914 — 12 лютого 1915)
17. Пимен (Пєгов) (12 лютого 1915—1918)
18. Герасим (Сораганов) (1918—1922)

## Статистика
- 1836 рік: 1512 церков;
- поч. 20 століття: 1685 церков (з них 1416 парафіяльних), 11 монастирів (6 чоловічих, 5 жіночих), 1 духовна семінарія з 400 учнями, у церковно-парафіяльних школах 99 500 вихованців.